# ムーン章子
ムーン章子（ムーン あやこ、本名：月井 章子、1969年6月10日 - ）は、日本の元女子プロレスラー。身長166cm、体重65kg、血液型AB型。埼玉県川口市出身。ジャパン女子プロレス所属。

## 来歴・戦歴
1987年
- 4月11日、後楽園ホールにおいて対スマイリー真美戦でデビュー。

## 得意技
- パワースラム

## タイトル歴
- 太平洋岸タッグ王座（パートナーはイーグル沢井）